# Necromys benefactus
El ratón cavador (Necromys benefactus) es una especie de roedor de pequeño tamaño integrante del género Necromys de la familia Cricetidae. Habita en el centro-este del Cono Sur de Sudamérica.

## Taxonomía
Esta especie fue descrita originalmente en el año 1919 por el zoólogo británico Oldfield Thomas. 
Fue incluida en el género Bolomys, creado para roedores vivientes por Oldfield Thomas, sin embargo, correspondía anatómicamente a un género creado por Florentino Ameghino para una especie extinta, por lo cual fue trasladado a Necromys.
Fue propuesto que Necromys benefactus —junto con N. temchuki (Massoia, 1980)— se incluyan dentro de Necromys lasiurus.
Localidad tipo
La localidad tipo referida es: Argentina, provincia de Buenos Aires, Bonifacio (= Laguna Alsina), a una altitud de 50 m s. n. m..

## Distribución geográfica y hábitat
Esta especie se distribuye de manera endémica en el este y nordeste de la Argentina, desde Santa Fe, Santiago del Estero y Córdoba hasta La Pampa y Buenos Aires.
Habita en numerosos hábitats: bosques y arbustales semixerófilos del espinal, pastizales serranos o de llanura, pero se ve afectado por la actividad agropecuaria.

## Conservación
Según la organización internacional dedicada a la conservación de los recursos naturales Unión Internacional para la Conservación de la Naturaleza (IUCN), al no poseer mayores peligros y vivir en muchas áreas protegidas, la clasificó como una especie bajo “preocupación menor” en su obra: Lista Roja de Especies Amenazadas.